# Neferites II
Nayfaarud, o Neferites II (379 - 378 a. C.) es el último faraón de la dinastía XXIX de Egipto, denominada Mendesiana.
Manetón, según Julio Africano y Eusebio de Cesarea, lo llama Neferites, y comenta que reinó cuatro meses. Es citado en la Crónica Demótica.
Neferites II era hijo de Acoris, el faraón que derrotó al ejército persa que había intentado reconquistar Egipto después de haber llegado a ser independiente del imperio aqueménida en 404 a. C. Cuando él murió, en 379, dejó un Egipto pacífico y próspero. 
Cuando comenzó a gobernar había otro candidato al trono: Nectanebo I, descendiente de Neferites I, el fundador de la dinastía. Nectanebo ordenó el asesinato del nuevo faraón, que fallece después de un reinado de solo cuatro meses. 
A Neferites II se conoce solamente por fuentes literarias. No se ha descubierto ningún monumento con su nombre.

## Titulatura
| Titulatura | Jeroglífico | Transliteración (transcripción) - traducción - (referencias) |

| n · G1s | i | i | f · O29 | V4 |

| n · G1s | i | i | f · O29 | V4 |

| n · G1s | i | i | f · O29 | V4 |

| n · G1s | i | i | f · O29 | V4 |

| n · G1s | i | i | f · O29 | V4 |

| n · G1s | i | i | f · O29 | V4 |

| n · G1s | i | i | f · O29 | V4 |

| n · G1s | i | i | f · O29 | V4 |

| n · G1s | i | i | f · O29 | V4 |

| n · G1s | i | i | f · O29 | V4 |

| n · G1s | i | i | f · O29 | V4 |

| n · G1s | i | i | f · O29 | V4 |

| n · G1s | i | i | f · O29 | V4 |

| n · G1s | i | i | f · O29 | V4 |

| n · G1s | i | i | f · O29 | V4 |

| n · G1s | i | i | f · O29 | V4 |

| Predecesor: Acoris | Faraón Dinastía XXIX | Sucesor: Nectanebo I |

- Datos: Q504873